# 罗凯塔-圣安东尼奥
罗凯塔-圣安东尼奥（義大利語：Rocchetta Sant'Antonio）是意大利福贾省的一个市镇。总面积71.9平方公里，人口1987人，人口密度27.6人/平方公里（2009年）。ISTAT代码为071042。